# 仁州
仁州，中国南北朝时设置的州。
北齐分徐州設置仁州（治所在赤坎城，今安徽省固镇县仁和集），下辖蕲城郡（领蕲城县）、穀陽郡（领二县：高昌县（今安徽省固镇县穀阳城）、臨淮县）。隋朝大業元年（605年）废除仁州并入徐州。
唐朝武德四年（621年）王世充以穀阳县、龙亢县、虹县、夏丘县设置仁州，治所在夏丘县（今安徽省泗县泗城镇）。随即归唐。武德六年（623年）废除夏丘县，改治虹县（今安徽省五河县东刘集镇）。貞觀八年（634年）废除仁州、龙亢县（今安徽省怀远县龙亢镇），穀阳县改属北谯州，虹县改属泗州。
仁州刺史
- 李汪（武德、贞观年间）
- 王国稀（贞观年间）